# L'Homme au chaperon bleu
L'Homme au chaperon bleu (ou L'Homme à l'anneau) est un très petit (22,5 × 16,6 cm avec les rajouts, 19,1 × 13,2 cm sans ceux-ci) portrait à l'huile sur panneau de bois réalisé par le peintre primitif flamand Jan van Eyck. Le tableau été achevé vers 1430. Il contient plusieurs éléments typiques de l'art de van Eyck en matière de portraits privés, notamment la tête légèrement surdimensionnée, un arrière-plan sombre et neutre, une attention méticuleuse aux détails et textures du visage, et l'emploi de procédés illusionnistes.
L'identité exacte de l'homme représenté reste sujette à caution. Les artistes ne donnaient pas de titre à leurs œuvres pendant la Renaissance nordique, et, comme tout autre portrait d'un commanditaire dont le nom est perdu, le tableau a reçu des titres génériques pendant des années. On a longtemps pensé que la bague que tenait l'homme dans la main droite était une indication de sa profession de joaillier ou bijoutier, et le tableau a longtemps reçu des dénominations relatives à cette interprétation. De façon plus récente, la bague est généralement considérée comme un symbole de fiançailles, et le titre donné par les historiens d'art et les publications depuis cela se réfèrent plus volontiers à la couleur ou à la forme de la coiffure de l'homme. Lequel aurait néanmoins été récemment identifié comme étant le duc Jean IV de Brabant, qui fut un temps le protecteur et mécène du peintre. Une autre hypothèse est que le tableau représenterait Philippe de Saint-Pol, le frère et successeur de Jean IV de Brabant. Philippe de Saint-Pol, en quête d'une épouse, aurait commandé ce portrait.
Le tableau a été attribué à van Eyck à la fin du XIXe siècle, ce qui a été contesté à maintes reprises jusqu'à ce que, à l'occasion d'une restauration effectuée en 1991 par le Rijksmuseum d'Amsterdam, des photographies infrarouges révèlent un dessin sous-jacent et des méthodes d'application de l'huile appartenant sans aucun doute possible à van Eyck.
Après la mort du gouverneur de Transylvanie, le baron Samuel von Brukenthal, en 1803, le tableau devient, par décision testamentaire, la propriété du  Musée national Brukenthal de Sibiu en Roumanie de 1817, date officielle de l'ouverture du musée, à 1948. En 1948, le nouveau régime communiste saisit l'œuvre avec dix-huit autres considérées comme les plus précieuses du musée pour les confier au Musée national d'art de Roumanie à Bucarest. À la fin de l'année 2006, juste avant que Sibiu soit déclarée Capitale européenne de la culture, le tableau est restitué au Musée Brukenthal,,.